# Mustelus higmani
Espèce
Répartition géographique
Statut de conservation UICN

 LC  : Préoccupation mineure
Mustelus higmani, communément appelée Émissole ti-yeux, est une espèce de requins de la famille des Triakidae.